# Ecsenius lividanalis
Ecsenius lividanalis is een straalvinnige vissensoort uit de familie van naakte slijmvissen (Blenniidae). De wetenschappelijke naam van de soort is voor het eerst geldig gepubliceerd in 1952 door Chapman & Schultz.